# Tonalitat relativa
|  | Per a altres significats, vegeu «Tonalitat (desambiguació)». |

En música, la tonalitat relativa menor d'una tonalitat major o, a l'inrevés, el relatiu principal d'una tonalitat menor, és la tonalitat que té la mateixa armadura però amb una tònica diferent. Per exemple, les tonalitats de sol major i mi menor tenen un sol sostingut en la seva armadura, en la posició del fa#; així es diu que mi menor és el relatiu menor de la tonalitat de sol. El menor relatiu d'una tonalitat major sempre té la tònica una tercera menor més greu.
Aquí es presenta la llista completa de les parelles de tonalitats relatives majors i menors, seguint el cercle de quintes:
| Armadura                           | Major      | Menor      |
| ---------------------------------- | ---------- | ---------- |
| Si♭, Mi♭, La♭, Re♭, Sol♭, Do♭, Fa♭ | Do♭ major  | La♭ menor  |
| Si♭, Mi♭, La♭, Re♭, Sol♭, Do♭      | Sol♭ major | Mi♭ menor  |
| Si♭, Mi♭, La♭, Re♭, Sol♭           | Re♭ major  | Si♭ menor  |
| Si♭, Mi♭, La♭, Re♭                 | La♭ major  | Fa menor   |
| Si♭, Mi♭, La♭                      | Mi♭ major  | Do menor   |
| Si♭, Mi♭                           | Si♭ major  | Sol menor  |
| Si♭                                | Fa major   | Re menor   |
|                                    | Do major   | La menor   |
| Fa♯                                | Sol major  | Mi menor   |
| Fa♯, Do♯                           | Re major   | Si menor   |
| Fa♯, Do♯, Sol♯                     | La major   | fa♯ menor  |
| Fa♯, Do♯, Sol♯, Re♯                | Mi major   | do♯ menor  |
| Fa♯, Do♯, Sol♯, Re♯, La♯           | Si major   | sol♯ menor |
| Fa♯, Do♯, Sol♯, Re♯, La♯, Mi♯      | Fa♯ major  | re♯ menor  |
| Fa♯, Do♯, Sol♯, Re♯, La♯, Mi♯, Si♯ | Do♯ major  | la♯ menor  |